# Les Neurones de la lecture
 (juillet 2015).
Si vous disposez d'ouvrages ou d'articles de référence ou si vous connaissez des sites web de qualité traitant du thème abordé ici, merci de compléter l'article en donnant les références utiles à sa vérifiabilité et en les liant à la section « Notes et références ».
Les Neurones de la lecture est un ouvrage paru en 2007 du neuropsychologue Stanislas Dehaene qui expose, comme son nom l'indique, les dernières découvertes scientifiques au sujet de la lecture. Cette étude multidisciplinaire aborde le sujet par le biais de la neurobiologie, de la neuropsychologie, des théories de l'information et même de la génétique.
Militant pour l'établissement d'une véritable science unifiée de la lecture, Stanislas Dehaene décrit dans un premier temps les mécanismes neuronaux et les aires corticales associés à cette faculté humaine, avant de soumettre une hypothèse explicative majeure : le recyclage neuronal. Selon cette hypothèse, le cerveau humain n'aurait pas évolué vers un cerveau apte à lire, mais la propension de l'homme à innover culturellement, cause anthropologique de l'émergence du langage et de l'écriture, serait expliquée par son aptitude à détourner des fonctions cognitives autrefois employées à d'autres fins vers une utilisation culturelle.

## Sommaire
Introduction : La science de la lecture
1. Comment lisons-nous
2. Le cerveau au pied de la lettre
3. Les neurones de la lecture
4. L'invention de la lecture
5. Apprendre à lire
6. Le cerveau dyslexique
7. Lecture et symétrie
8. Vers une culture des neurones

Conclusion : L'avenir de la lecture

## Éditions
- Stanislas Dehaene, Les Neurones de la lecture, préface de Jean-Pierre Changeux, Paris, Éditions Odile Jacob, 2007  (ISBN 978-2-7381-1974-2)